# 颱風蘇拉
颱風蘇拉（英語：Typhoon Saola，國際編號：2309，聯合颱風警報中心：WP092023，菲律賓大氣地球物理和天文管理局：Goring）是2023年太平洋颱風季第9個被命名的風暴。「蘇拉」一名由越南提供，意思為中南大羚，是當地一種稀有保育類動物。
蘇拉於2023年8月下旬在菲律賓東北方對開海域生成，於呂宋以東徘徊多日後移入南海，9月1日正面吹襲珠江口一帶，導致香港天文台及澳門氣象局分別需要發出自2018年超強颱風山竹及2020年颱風海高斯以來首次十號熱帶氣旋警告信號。然而蘇拉正面吹襲港澳兩地期間迅速減弱，連帶其颶風範圍顯著收縮，香港僅得南部地區受到颶風影響，澳門境內更沒有錄得持續颶風，風力和風暴潮所造成的破壞都沒有原先預期般嚴重。
因應「蘇拉」在菲律賓造成經濟損失，被菲律賓在第56屆颱風委員會年會申請退役，在2024年2月舉行的第56次颱風委員會會議上獲該會接納把蘇拉從命名表中除名，以後將不再使用。在第57屆世界氣象組織颱風委員會會議中通過新名由「海星（SAOBIEN）」取代。

## 發展過程

### 預報生成
在蘇拉生成前，數值預報已表示菲律賓以東海域將有系統生成。這個預報中的低壓區於8月22日在菲律賓呂宋島東北偏東方海域生成，美國海軍研究實驗室給予擾動編號91W。下午2時，日本氣象廳將其升格為熱帶低氣壓。8月23日凌晨4時，聯合颱風警報中心將其評級提升為「中」。上午8時，台灣中央氣象局將其升格為熱帶性低氣壓，給予編號TD10。同時，聯合颱風警報中心將其評級提升為「高」，並對其發布熱帶氣旋形成警報。當時歐洲中期預報中心預報表示，該系統有機會移向廣東東部至台灣一帶。

### 繞圈急劇增強

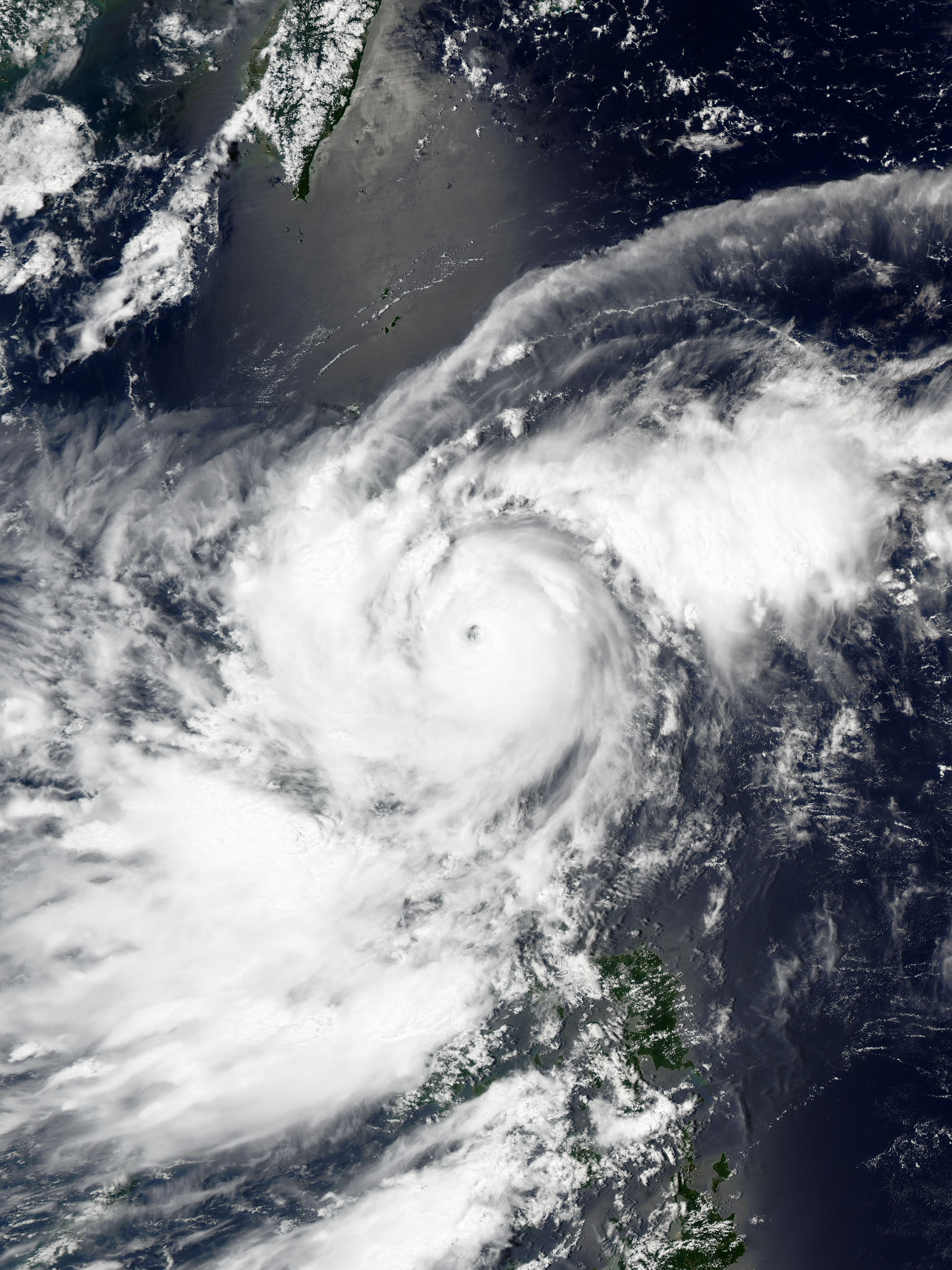
正處於首次巔峰的蘇拉，其風眼在衛星雲圖上清晰可見。

8月24日凌晨2時，日本氣象廳對其發布烈風警報。同時，聯合颱風警報中心將其升格為熱帶性低氣壓，給予熱帶氣旋編號09W；香港天文台及澳門氣象局亦將其升格為熱帶低氣壓。上午8時，聯合颱風警報中心率先將其升格為熱帶風暴。下午2時，日本氣象廳將其升格為熱帶風暴，給予國際編號2309，並命名「蘇拉」。同時，香港天文台和澳門氣象局將其升格為熱帶風暴；台灣中央氣象局將其升格為輕度颱風。晚上8時，中國氣象局將其升格為強烈熱帶風暴。
8月25日凌晨2時，香港天文台和澳門氣象局將其升格為強烈熱帶風暴。上午8時，日本氣象廳將其升格強烈熱帶風暴。下午2時，聯合颱風警報中心將其升格為颱風。晚上8時，日本氣象廳和香港天文台將其升格為颱風。
8月26日凌晨2時，台灣中央氣象局將其升格為中度颱風。同時，中國氣象局及澳門氣象局將其升格為颱風。下午2時，澳門氣象局將其升格為強颱風。下午4時，香港天文台將其升格為強颱風。晚上11時，中國氣象局將其升格為超強颱風。
8月27日凌晨2時，台灣中央氣象局將其升格為強烈颱風。同時，澳門氣象局和香港天文台將其升格為超強颱風。下午2時，中國氣象局及澳門氣象局將其降格為強颱風。
8月28日凌晨2時，台灣中央氣象局將其降格為中度颱風。上午5時，香港天文台將其降格為強颱風。上午11時，香港天文台再次將其升格為超強颱風。

### 直襲珠江口、發展出雙重眼壁

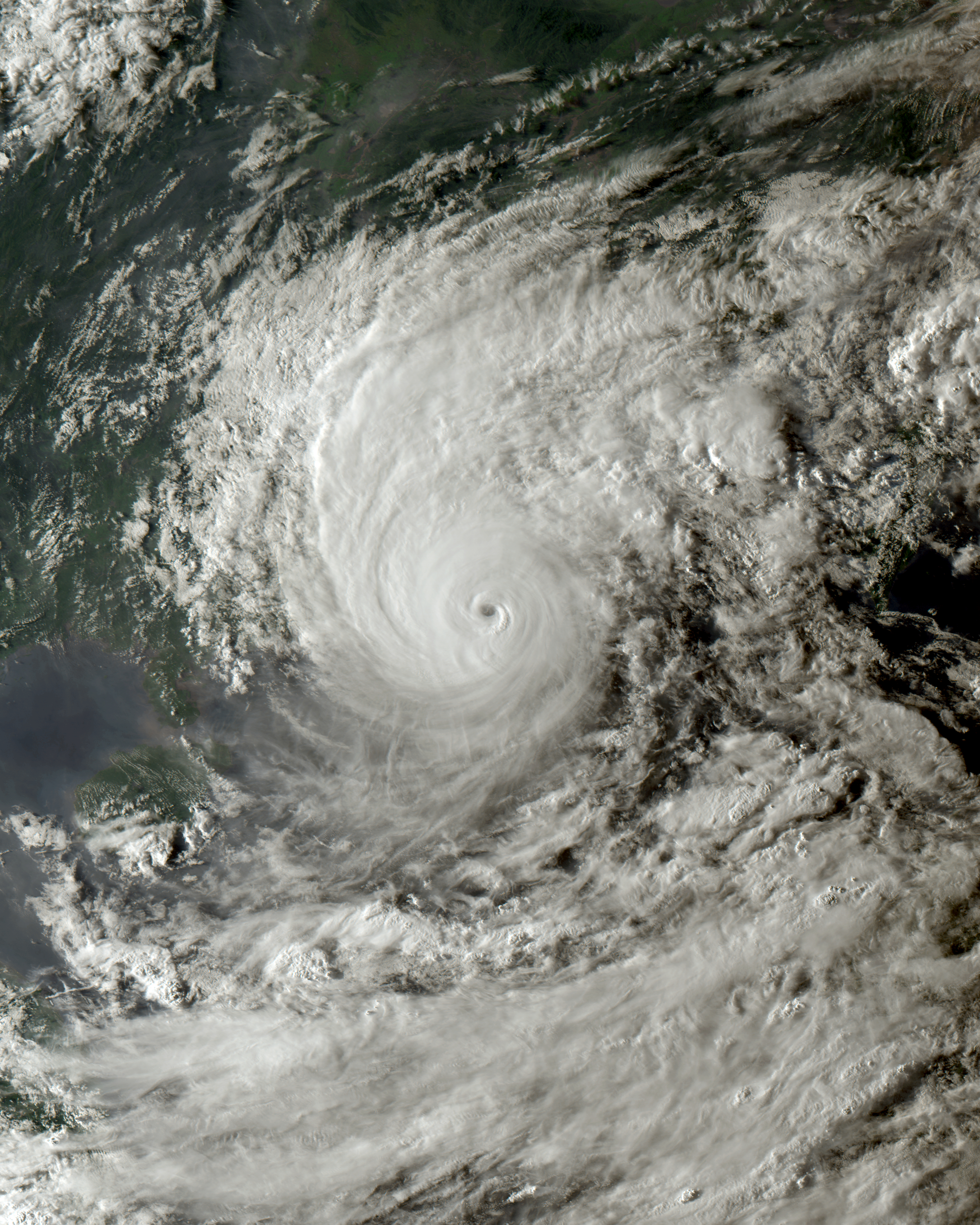
發展出雙重眼壁的蘇拉，其外圍眼壁正接近香港。

8月29日早上5時，香港天文台再次將其降格為強颱風。下午5時，香港天文台第三度將其升格為超強颱風。同時，中國氣象局再次將其升格為超強颱風。晚上8時，聯合颱風警報中心將其升格為超級颱風。同時，澳門氣象局再次將其升格為超強颱風。晚上11時30分，台灣中央氣象局再次將其升格為強烈颱風。由於蘇拉環流細小，橫過巴士海峽時結構不太受呂宋和台灣影響，因此能維持巔峰狀態進入南海，並以時速約10公里向西北偏西靠近珠江口一帶。蘇拉移至香港以東時發展出「雙重眼壁」，可是這次的眼壁更替卻未能趕及在登陸前完成而失敗收場，高層風眼被填塞但底層風眼則存在至橫過香港南部地區和珠江口後才消失，導致其強度回落。

### 巔峰後開始減弱
9月1日凌晨2時，台灣中央氣象局再次將其降格為中度颱風。9月2日凌晨12時，香港天文台第三度將其降格為強颱風。凌晨2時，澳門氣象局將其降格為強颱風。凌晨3時30分，中國氣象局表示颱風蘇拉於廣東省珠海市南部擔桿列島沿海登陸，登陸時中心附近最大風力有14級（45米/秒）。凌晨5時，澳門氣象局將其降格為颱風。上午8時，香港天文台將其降格為颱風。上午11時，日本氣象廳將其降格為強烈熱帶風暴。下午1時15分，中國氣象局表示颱風蘇拉於廣東省陽江市海陵島再次登陸，登陸時中心附近最大風力有10級（28米/秒）。下午2時，台灣中央氣象局將其降格為輕度颱風。同時，香港天文台將其降格為強烈熱帶風暴；聯合颱風警報中心將其降格為熱帶風暴。下午3時，澳門氣象局亦將其降格為強烈熱帶風暴。下午5時，日本氣象廳將其降格為熱帶風暴。晚上7時，香港天文台及澳門氣象局將其降格為熱帶風暴。
9月3日凌晨12時，香港天文台將其降格為熱帶低氣壓。凌晨2時，日本氣象廳、澳門氣象局及台灣中央氣象局將其降格為熱帶低氣壓。上午8時，台灣中央氣象局將其降格為低壓區。下午5時，中國氣象局對其停止編號。下午6時，香港天文台將其降格為低壓區。
9月4日凌晨2時，日本氣象廳在天氣圖上移除該系統。

## 影響

### 菲律賓
當地發出之最高風暴信號：五號風暴信號
受「蘇拉」和「海葵」雙重影響下，菲律宾超过38万人受灾，1人死亡，农业方面损失超过3.9亿比索。

### 台灣
- 當地發佈之颱風警報：海上陸上颱風警報

由於颱風蘇拉逐漸接近臺灣，中央氣象局於8月28日晚上11時半發佈海上颱風警報，首報警戒範圍為巴士海峽。隔天（29日）下午5時半，氣象局再發佈陸上颱風警報，首報警戒範圍為屏東縣及恆春半島。8月30日上午11時，蘇拉的暴風圈已接觸恆春半島，並隨著颱風遠離，氣象局於當天晚間11時30分解除陸上颱風警報。8月31日下午2時30分，氣象局解除海上颱風警報。至於地方政府災害應變中心開設情形，高雄市及屏東縣為一級開設；花蓮縣、臺東縣、南投縣及嘉義市為二級開設；桃園市、臺中市、彰化縣、臺南市、雲林縣及嘉義縣為三級開設。
在蘇拉的外圍環流影響台灣期間，臺東縣東河鄉七塊厝測站累計雨量達456.5公釐，居全臺測站之冠。苗栗縣頭份市受颱風外圍沉降氣流影響，最高溫達40.5度，創下該測站紀錄新高。中南部一帶縣市沿岸受天文大潮疊加影響而發生海水倒灌，低窪地區多處出現積水或淹水。臺東縣臺東市豐里海邊的「金鴻益號」遭長浪掀翻，造成一名外籍移工受傷。台北市中山區中山北路有一名男子因樹木遭陣風影響倒塌而被砸中，送醫急救後宣告不治，同日下午在台北市大安區六張犁捷運站則發生一起路樹樹枝斷裂事件，該樹砸傷一名38歲劉姓女子，經救護人員現場檢傷後送醫治療，而在高雄市則發生一名77歲老翁，為防外圍環流夾帶強風豪雨，至住家4樓檢查管線及漏水情形，不慎墜落至鄰居2樓工作陽台而受傷。然而官方災害報告卻表示無任何人員傷亡。在蘇拉開始遠離台灣後，外圍環流仍持續影響台灣，台11線部份公路積水嚴重，並造成多起車禍致使雙向一度無法通行。
據官方災害報告統計，全臺共有60宗淹水報告、有213人需疏散撤離、10685戶停電。海運方面共14條航線，128航次停航；航空方面則國內航線有9班次取消、國際航線有6班次取消。

### 中國大陸
中國國家氣象中心發布之最高颱風預警信號： 颱風紅色預警信號
中央氣象台表示蘇拉會在九月一日下午至夜間在廣東惠東縣至台山市一帶沿海登陸。8月30日，国家防总办公室针对上海、江苏、浙江、福建、广东、海南等省份启动防汛防台风四级应急响应，並且派出工作组分赴福建、广东协助指导防台风工作。

#### 福建省
福建省氣象台發布之最高颱風預警信號： 颱風橙色預警信號
8月27日18时，福建省防汛抗旱指挥部启动防台风Ⅳ级应急响应。8月29日10时，福建省防指将防台风应急响应从Ⅳ级提升至Ⅲ级。福建省防指要求，位于闽东、闽中、闽南、台浅、闽外渔场和钓鱼岛海域的海上渔船务必于30日12时之前全部就近到港避风，船上人员全部撤离上岸；福建沿海养殖渔排的老弱妇幼人员务必于29日18时之前全部撤离上岸；福建沿海养殖渔排的劳动力人员务必于30日12时之前全部撤离上岸。福建10万多人转移。福建省内19条客渡运航线停航，其中泉金航线、两马航线、黄马航线等三条小三通航线停航。66个水上施工作业项目停工，102艘施工船已位于安全水域避风。

#### 廣東省
廣東省氣象台發布之最高颱風預警信號： 颱風紅色預警信號

#### 整裝待命
8月29日9时，广东省防汛防旱防风总指挥部启动防风IV级应急响应，并于8月30日12时提升为防风Ⅲ级应急响应。8月30日，深圳1676艘海上作业渔船全部回港避风。8月31日起，广铁集团管内部分列车停运，多条港澳跨境海上航线航班暂停，省内部分旅游景点关闭，部分高速公路临时封闭。8月31日上午，广州市三防办发布分步实施“五停”指引，受影响范围内的中小学、幼儿园、托儿所、托管机构和中等职业学校2023年秋季开学时间延迟至9月4日。8月31日14时，汕尾市启动防风Ⅰ级应急响应机制，实行“五停”措施，汕尾市城区迎来强风大雨，全市近万人转移。8月31日18时，广东省防汛防旱防风总指挥部将防风Ⅱ级应急响应提升为防风Ⅰ级应急响应。8月31日23时起，汕头市在全市范围内实行“五停”措施。

#### 園區、交通停駛
9月1日，白云山风景名胜区、广州动物园、帽峰山森林公园、广州华侨博物馆、广州市老干部活动中心、广东省老干部大学、华南国家植物园、广州长隆旅游度假区、广州塔、海心桥、粤海关博物馆、广州市儿童活动中心齐心路教学点、流花湖公园、人民公园、海珠广场等旅游景点陆续关闭。9月1日凌晨5时，广州市气象台将越秀、海珠、荔湾、天河、白云、黄埔、番禺、南沙、增城九区台风蓝色预警信号升级为台风黄色预警信号；从化区、花都区维持台风蓝色预警信号；1日7时番禺、南沙区将台风黄色预警信号升至橙色并于当天14时升级至台风红色预警。广州临时停运公路客运班线75条。惠州、揭阳、中山、珠海、深圳也于9月1日陆续宣布实行“五停”，惠州市全域高速公路入口实施临时封闭措施，惠州机场除四班早出港航班外，取消其余所有进出港航班运行，惠州41家A级景区目前暂停开放。深圳宝安机场于当日12时起暂停所有进出港航班运行，深圳地铁、有轨电车、公交、出租汽车、汽车客运站自9月1日19时起暂停服务。9月1日19时30分至9月2日10时15分，广州地铁4号线石碁站至南沙客运港站连续十五个车站停止对外服务，4号线运营区段调整为黄村站至新造站。9月1日20时至9月2日8时30分，铁路部门对进出广东省列车全部停运。9月1日20时起，广州市南沙区公交线路陆续停运。9月1日20时至9月2日8时，广州市公安局交通警察支队对南沙、番禺区辖内高速公路收费站入口实施交通管制（所有车辆禁止驶入），东莞轨道交通2号线展览中心站至虎门火车站区间停运。9月1日22时30分至9月2日10时，佛山地铁2号线花卉世界站至广州南站区间、3号线北滘公园站至荔村站区间、南海有轨电车1号线康怡公园站至林岳东站区间停运。

#### 市面逐步恢復
9月2日0时至11时23分，广清城际铁路、广州东环城际铁路暂停对外服务。9月2日1时15分，广州市南沙区发布暴雨黄色预警信号。9月2日8时15分，深圳市台风红色预警信号降级为蓝色。9月2日8时30分，深圳市应急管理局发布《深圳市防汛防旱防风指挥部关于在全市范围内解除“五停”的公告》，深圳机场恢复运行。9月2日8时33分，广州市南沙区在全区范围内解除“五停”（停课、停工、停业、停市、停运）措施。9月2日8时40分，深圳地铁部分恢复运营（11号线地下段在9时才恢复运营）。9月2日9时05分，广州南站首趟高铁列车恢复开行（G9704次，开往长沙南站）。9月2日10时起，广州市结束防汛应急响应，广州公交集团客轮有限公司属下水上公交线路和珠江游（包括广州塔财富码头和海心沙东、西区码头所有航班）恢复正常运营。9月2日10时30分，深圳地铁3、6、11号线高架段恢复运营。9月2日11时起，深圳各大铁路车站及列车恢复运行。9月2日12时起，广州港出海航道临时水上交通管制解除。9月2日14时起，广州动物园恢复开放。9月2日14时15分，深圳湾口岸恢复通关。9月2日16时起，广州塔、海心桥恢复开放。

##### 对广东省的重大影响
汕头、汕尾、深圳、珠海、河源、梅州、惠州、东莞、中山、江门、潮州、揭阳全市中小学（幼儿园）开学时间从9月1日推迟至9月4日。
在深圳，受台风影响，9月1日傍晚大风将梅林北环大道树木吹倒，砸中正在行驶中的车辆，造成1死2伤。
9月1日至2日，珠江广州河段出现超警水位。

#### 广西壯族自治区
廣西氣象台發布之最高颱風預警信號： 颱風黃色預警信號

#### 海南省
海南氣象台發布之最高颱風預警信號： 颱風黃色預警信號
9月2日13时至9月5日，海口秀英港、新海港、铁路南港停運。

### 香港
- 當地發出之最高熱帶氣旋警告信號： 十號颶風信號
- 最接近當地時間：2023年9月1日晚上9時[參⁠ 89]
- 最接近當地位置：香港天文台總部之東南偏南約40公里（正面吹襲）[參⁠ 89]

#### 嚴陣以待
香港天文台在8月28日下午12時半發出「特別天氣提示」，表示蘇拉會在8月30日進入香港800公里範圍，會根據蘇拉的路徑來評估發出熱帶氣旋警告信號，呼籲市民留意天文台的消息。天文台在8月29日中午12時更新「特別天氣提示」，表示蘇拉會在未來一兩日進入香港800公里範圍內，預料會相當接近香港，並會在未來一兩日考慮發出熱帶氣旋警告信號。隨着蘇拉進入距離香港800公里範圍內，天文台在8月30日下午5時40分發出一號戒備信號，當時蘇拉集結在香港之東南偏東約630公里。天文台表示蘇拉會在當晚與香港維持超過300公里距離，一號信號會在翌日（31日）中午前維持生效，而天文台會在翌日稍後發出三號信號。但受東北季候風和另一熱帶氣旋海葵影響，蘇拉的路徑仍有變數，天文台呼籲市民留意最新風暴消息。
天文台在8月31日凌晨4時45分表示會在下午3時至5時發出三號信號，並會視乎蘇拉的強度、與珠江口的距離及香港的風力變化，於9月1日考慮發出更高熱帶氣旋警告信號。天文台指出蘇拉會在9月1日至2日相當接近珠江口一帶，香港天氣將會轉壞，有狂風大驟雨，而蘇拉亦會為沿岸和低窪地區帶來風暴潮。天文台在下午3時40分發出三號強風信號，當時蘇拉集結在香港之東南偏東約380公里，教育局隨即宣布幼稚園及部分特殊學校停課。
風暴引發香港社會廣泛關注，擔心會造成類似溫黛、天鴿及山竹的風災，香港特別行政區行政長官李家超在8月31日上午透過社交網站貼文表示，自己已要求各單位作好全面部署及準備，並委派政務司司長負責統籌，而特區政府亦會就超強颱風舉行記者會以闡述多個政府部門的準備工作。而政務司司長陳國基率領多個政策局及政府部門首長，於當日下午舉行新聞發佈會，其中天文台在會上表示，會在9月1日凌晨2時到5時發出八號信號，並且蘇拉會在9月1日到2日早上最接近香港及珠江口一帶，會根據蘇拉的風速及與香港的距離來評估是否需要發出十號信號；而教育局宣佈香港中小學和特殊學校在9月1日全日停課一天，這是自2003年強颱風杜鵑後，教育局20年以來首次在三號信號發出後便立即宣佈全港停課。隨後天文台在晚上11時45分表示將會在9月1日凌晨2時40分發出八號烈風或暴風信號，這是天文台有紀錄以來首次在發出「熱帶氣旋之特別報告」前就表明發出八號信號的準確時間。

#### 正面襲港
隨着蘇拉逐漸靠近廣東東部沿岸，天文台在9月1日凌晨12時40分發出「熱帶氣旋之特別報告」，宣佈會在凌晨2時40分發出八號熱帶氣旋警告信號，並在凌晨2時40分發出八號西北烈風或暴風信號，當時蘇拉集結在香港之東南偏東約280公里。天文台再次警告，蘇拉會在當晚至翌日（9月2日）早上相當接近香港，在香港以南100公里內掠過，屆時會考慮發出更高熱帶氣旋警告信號。儘管八號信號生效初期，香港天氣未見惡劣，風勢仍然微弱，只有離岸及高地間中吹烈風。但天文台於同日上午11時45分表示當天黃昏香港風勢將進一步增強，其後更表示會考慮在下午6時至晚上8時之間發出九號信號。
隨着蘇拉進入距離香港100公里範圍，開始正面吹襲香港，香港天氣於9月1日下午急劇轉壞，因此天文台在下午6時20分發出九號烈風或暴風風力增強信號，當時蘇拉集結在香港天文台總部之東南偏東約80公里。是次為繼2020年颱風海高斯後，3年以來首個九號信號。天文台隨即表示會視乎香港風力變化，評估是否需要發出十號颶風信號，同時警告受風暴潮與天文大潮共同影響，東部地區水位將於當晚9時起急升，吐露港水位在午夜左右預計會上漲至海圖基準面以上5至6米，最高水位可能打破歷史紀錄，沙田城門河、大埔、沙頭角及西貢等地會受到劇烈海水倒灌威脅；其餘沿岸地區的水位亦會於9月2日早上約6時起開始顯著上升。九號信號生效後，香港各區風力飆升，雨勢亦逐漸增強，天文台於晚上7時45分發出黃色暴雨警告信號。
蘇拉的眼壁在入夜後逐漸橫過香港大部分地區，香港東部及南部地區受到北至東北暴風或颶風影響。九號信號維持不足2小時，天文台在晚上8時15分發出十號颶風信號，並預料十號信號會維持一段時間，當時蘇拉集結在香港天文台總部之東南約50公里。這是自2018年超強颱風山竹後，5年以來首個十號信號。蘇拉在晚上9時最接近香港，在天文台總部之東南偏南約40公里掠過。在十號信號生效期間，各區持續風力飆升至烈風或以上程度，香港南部地區颳起颶風，同時風向由西北急速轉變為東至東北。因應新界北部持續受大雨影響，天文台在晚上10時05分發出新界北部水浸特別報告，至翌日凌晨4時半取消。

#### 逐漸遠離

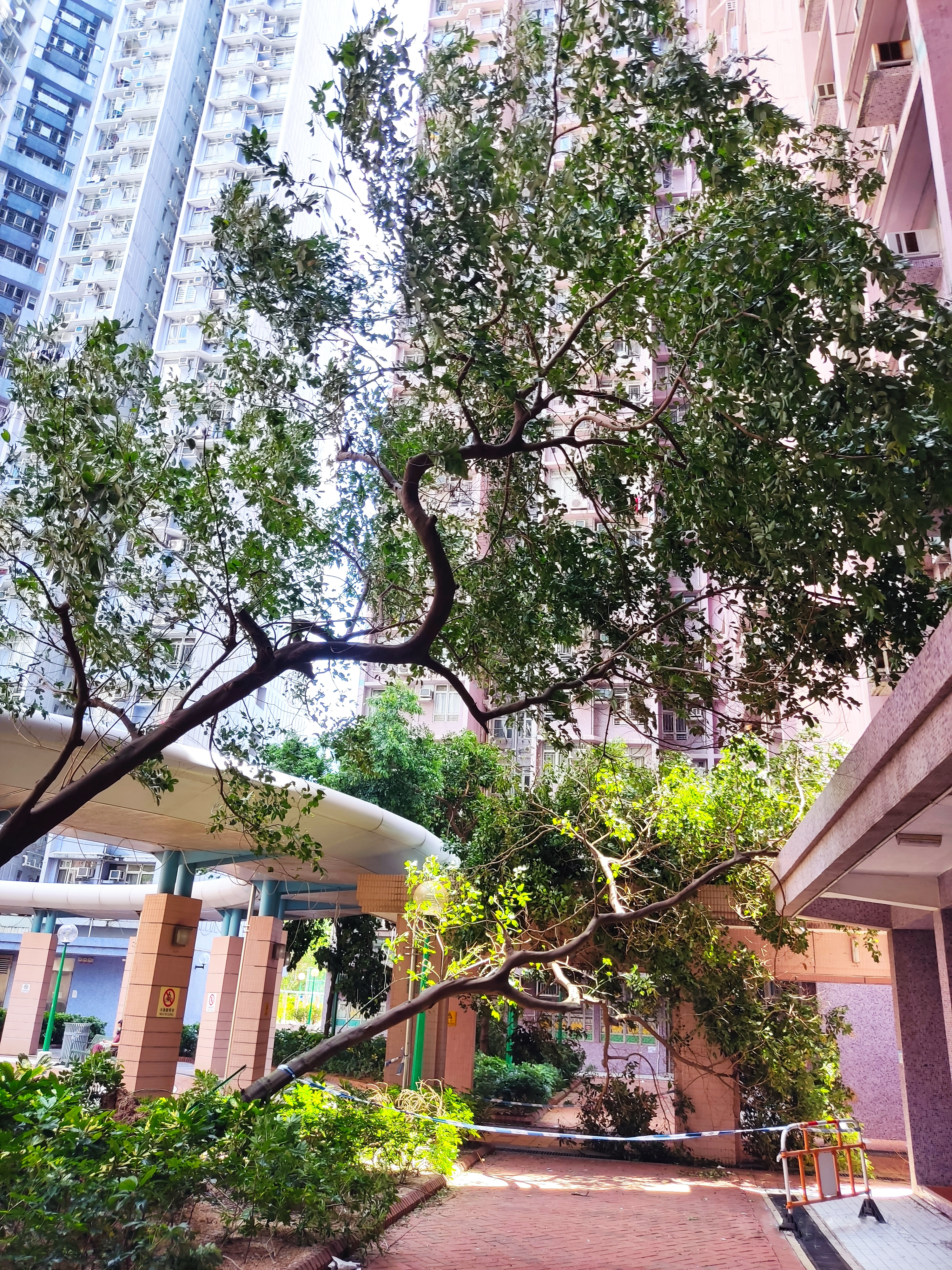
颱風蘇拉襲港後，將軍澳廣明苑出現塌樹

天文台在9月2日凌晨1時取消所有暴雨警告信號，並在凌晨1時45分表示視乎風勢情況，考慮在凌晨3時至早上6時期間改發較低熱帶氣旋警告信號。因應香港風力開始減弱至烈風至暴風程度，天文台於凌晨3時40分改發八號東南烈風或暴風信號，當時蘇拉集結在天文台總部之西南偏西約100公里。天文台表示八號信號會最少維持至中午，呼籲市民切勿鬆懈防風措施；隨後於上午9時45分表示八號信號會在下午4時前維持生效。天文台於凌晨5時50分發出山泥傾瀉警告，直至下午5時15分取消。
天文台在中午12時45分宣佈預計在下午4時20分改發三號信號，並在下午4時20分改發三號強風信號，當時蘇拉集結在香港之西南偏西約260公里，並減弱為強烈熱帶風暴。天文台在下午4時25分表示三號信號會維持一段時間，當蘇拉對本港的威脅進一步減低時，天文台會改發一號信號，或取消所有熱帶氣旋警告信號。隨著蘇拉進一步減弱為熱帶風暴及遠離香港，香港風力亦逐步減弱，天文台在晚上7時45分表示會在短期內改發一號信號，並在晚上8時20分改發一號戒備信號，當時蘇拉集結在香港以西約320公里。蘇拉在晚間急速減弱為熱帶低氣壓，天文台在晚上11時40分取消所有熱帶氣旋警告信號，當時蘇拉集結在香港之西南偏西約380公里。
蘇拉吹襲期間，天文台測風網絡8個參考自動氣象站全部錄得強風或以上風力，當中長洲吹颶風，西貢亦受暴風吹襲，連同流浮山及機場合共4站錄得烈風，三號及八號信號均達標。是次為採用此測風網絡以來第7次錄得全面強風，以及採用此測風網絡後第9次達標的八號信號。然而青衣測風站在9月1日晚上9時後便故障，因此其數據並不完整。風暴期間，長洲、西貢、流浮山、機場、啟德、青衣、打鼓嶺和沙田錄得之最高10分鐘平均風速分別為每小時126、94、81、75、57、53、50及48公里。

#### 多區受損
多區亦可見蘇拉的破壞，在9月1日下午5時，西貢新清水灣道往西貢方向行車線有一棵大樹倒塌，橫亘在行車線，事件中無人受傷。在下午6時，有巿民目擊李鄭屋邨孝廉樓天台十數塊太陽能板由高處飛墮一樓平台、大樓對開地面及廣利道兩條行車路，其中行車路的太陽能板面積大約15米乘15米，事件中無人受傷。同一時間，何文田公主道近醫療輔助隊總部有樹幹倒下，南行三條行車線一度全封。鰂魚涌南豐新邨天台太陽能板被強風吹起，撞向其中一個單位外牆，有棚架倒塌和玻璃窗碎裂。觀塘協和街祥和苑有大樹連基座倒塌，橫掛在平台外牆。西九龍警察總部面積約20米乘4米的圍欄及鐵絲網被吹塌。九龍灣有大排檔帆布頂篷被吹走。蘇拉吹襲期間，當局收到逾3000宗塌樹報告、21宗水浸個案、7宗山泥傾瀉報告、86人在風暴期間受傷。蘇拉引起的破壞在隨後1星期內依然隨處可見，未及完全清理，為9月7日至8日熱帶氣旋海葵殘餘活躍低壓槽引發豪雨所帶來的嚴重災情埋下伏筆。風暴過後1個月，部分出現山泥傾瀉和樹木倒塌的路段尚未進行修復。

### 澳門
- 當地發出之最高熱帶氣旋信號：  十號風球
- 當地發出之最高風暴潮警告： 紅色風暴潮警告
- 最接近當地時間：2023年9月2日凌晨1時[參⁠ 125]
- 最接近當地位置：澳門氣象局總部之東南偏南約30公里[參⁠ 125]

#### 全員戒備
澳門氣象局於在28日下午5時35分發出特別提示，表示「蘇拉」會在兩三天之內移向台灣以南，並會在30日晚上進入澳門800公里戒備範圍。氣象局表示由於西北太平洋的熱帶氣旋「海葵」會加速移向東海，有機會跟「蘇拉」產生相互作用，因此蘇拉的登陸位置依然不確定，氣象局表示市民要留意最新消息。
氣象局在30日上午11時半表示蘇拉已進入澳門800公里範圍，將會在晚上之前發出一號風球。氣象局表示按照現在路徑，「蘇拉」會移向廣東東部沿海地區，不排除靠近珠江口一帶，而熱帶氣旋「海葵」仍可能與蘇拉產生相互作用，因此蘇拉的登陸位置依然有不確定性，氣象局表示市民要留意最新風暴消息；在宣佈會在下午發出一號風球時，澳門市政署在中午加強下水道堵塞疏通，並且開始檢查下水道和渠道堵塞情況，並撤離一些因盂蘭節而放置的燒衣桶，市政署也告訴市民們避免把垃圾和油脂等阻塞物件扔進下水道；而海事及水務局也警告漁船和工程船要準備回澳避風。
氣象局在30日下午4時半發出一號風球，當時蘇拉集結在澳門之東南偏東約730公里。氣象局表示發出三號和八號風球的機率分別為「中等」至「較高」和「中等」；氣象局在下午5時半表示蘇拉會維持強颱風的級別，並且環流會影響澳門一段時間，驟雨及雷暴會逐漸增加。氣象局也表示澳門風速會在這幾天逐漸增強；另外因天文大潮疊加風暴潮的原因，發出黃色風暴潮警告的機會為「中等」至「較高」，也因為「蘇拉」可能採取更近珠江口的路徑，氣象局不排除發出更高的風暴潮警告；在晚上11時半，氣象局表示在2日低窪地區可能因天文大潮和風暴潮而發生水浸，並且一號風球會在31日中午前維持。
氣象局在31日上午11時表示蘇拉採取偏北路徑，因發出更高風球的機率已經提升，三號風球在1日凌晨發出的機率為「較高」，而八號風球發出在1日晚上到2日清晨為「較高」；隨後海事及水務局宣布船公司可能因颱風原因而停駛，而往返澳門和深圳蛇口、福永、灣仔、珠海桂山已宣布服務暫停；澳門新聞局也提醒市民準備好防風防災，並且提前準備應急物資。在下午1時，氣象局表示「蘇拉」強度會維持強颱風級別，並且加速移向珠江口，並且由於受內陸的乾燥的東北風，澳門風速可能在1日才開始明顯增加；氣象局也提高發布黃色風暴潮警告的機率為「較高」；教育及青年發展局也立即宣布經過會議，澳門所有非高等教育學校會延遲開學日到9月4日；在下午5時，氣象局表示會在晚上11時改發三號風球；在發出八號風球和橙色風暴潮警告前夕，司警局和治安警察局在保安司和警察總局聯合下，制定一系列應對颱風吹襲的工作；交通事務局也提醒市民要注意風球信號和交通的停運；在下午6時50分，氣象局調整發出八號風球和黃色風暴潮警告的機率為「高」；海事及水務局也宣布港澳客船會停駛。氣象局在晚上11時發出三號風球，當時蘇拉位於澳門之東南偏東約370公里；在晚上11時35分，氣象局更新風球機率，也宣佈八號風球會在1日下午1時到3時發出，而發出九號風球為「中等」至「較高」、十號風球的機率為「中等」，橙色風暴潮警告的機率為「較高」，而紅色風暴潮警告的機率為「中等」。因蘇拉的影響，內港一帶會發生輕微的水浸，氣象局警告市民要時刻注意最新消息。

#### 停工停課
氣象局在1日午夜12時表示「蘇拉」會在1日下午進入澳門200公里範圍，屆時氣象局會在下午發出八號風球，因「蘇拉」的雨帶影響，澳門在未來數天會有大暴雨和雷暴，並且低窪地區可能水浸；在上午10時半，氣象局宣佈會在下午2時發出八號西北風球；在11時10分，氣象局表示蘇拉中心外圍風速已達暴風到颶風程度（即蒲福氏風級10-12級），會在晚上考慮發出更高風球信號，並且橙色風暴潮警告會在下午2時發出；在宣佈發出八號風球後，市政署加派人手清理市面上的垃圾設施，並且加固好大型環保斗等設施，市政署也加派人手來巡查低窪地區的食品供應；澳門機場也宣佈會有100班航班取消；新聞局也告訴市民準備好儲水儲糧，並且17間避險中心已在中午12時開放；警察總局和民防架構成員開始跨部門會議討論應對「蘇拉」的措施，並且爭取在晚上7時前撤離任何在低窪地區的市民；仁伯爵綜合醫院宣佈所有門診服務取消；澳巴和新福利巴士尾班車在下午1時半陸續開出，澳門輕軌氹仔線尾班車已在1時發出，澳門電召於八號風球正式生效後暫停，往來廣東省或香港跨境巴士、跨境渡輪航線均先後宣佈暫停營運。而澳門各個停車場、三條跨海大橋和港珠澳大橋主橋會在下午3時半關閉。在下午1時半，民防行動中心宣布於下午2時起進入即時預防狀態。氣象局在下午2時正發出八號西北風球，當時蘇拉移至澳門以東約200公里，氣象局也表示考慮在2日凌晨發出九號風球或十號風球；橙色風暴潮警告亦同時發出，民防行動中心同步執行“颱風期間風暴潮低窪地區疏散撤離計劃”。在下午5時，氣象局表示會考慮在晚上9時到午夜12時發出九號風球，並且會在晚上7時發出紅色風暴潮警告。氣象局在晚上7時發出紅色風暴潮警告，並且行政長官賀一誠作出批示澳門所有賭場由發出九號風球後關閉直至另行通知。晚上6時及8時起，行政長官批示分別關閉連接澳門特別行政區與珠海市之間的出入境邊檢站。晚上8時，氣象局宣佈會在晚上11時改發九號風球，因此西灣大橋下層通道於在晚上11時關閉。在晚上10時，氣象局表示在2日澳門風力會達到最大，會吹暴風到颶風，並且會有颶風程度的陣風，氣象局也隨即調升改發十號風球的機率為「中等」至「較高」。澳門氣象局在晚上11時發出九號風球，當時蘇拉集結在氣象局總部之東南偏東約50公里，氣象局也表示會考慮在凌晨1時至3時改發十號風球。

#### 七年內第四個十號風球
9月2日午夜12時，氣象局宣佈會在凌晨1時改發十號風球；氣象局在凌晨1時正式發出十號風球，當時蘇拉最接近澳門，在澳門氣象局總部之東南偏南約30公里近距離掠過。這是繼2020年颱風海高斯正面襲澳後，氣象局3年以來再次發出九號和十號風球。澳門風力普遍急劇增強至烈風或暴風程度，而跨海大橋逐漸全部吹暴風，全澳氣象站的陣風都達到烈風程度，但澳門境內的友誼大橋和九澳氣象站以稍微之差，沒有錄得持續颶風。凌晨4時，隨著蘇拉的颶風區逐漸遠離澳門，氣象局表示考慮將於凌晨5時至早上7時改發較低風球，隨後於凌晨5時宣佈將於2日6時改發八號東南風球。氣象局在早上6時正改發八號東南風球，當時蘇拉集結在氣象局總部之西南偏西約80公里。上午11時，氣象局表示考慮在下午3時至6時改發三號風球；中午12時35分，氣象局正式宣佈於下午3時改發三號風球。在改發八號風球後，行政長官先後發出批示，於早上8時起批准賭場等博彩業場所重新運作；經珠澳雙方協商一致，上午9時起恢復關閘、青茂口岸及跨境工業區邊檢大樓通關服務；港珠澳大橋澳門邊檢大樓和橫琴口岸分別於下午2時或3時起恢復通關。由於“蘇拉”移動速度加快，風暴潮水浸高度較預期低，因與天文大潮出現錯峰，氣象局先於凌晨3時改發橙色風暴潮警告；隨後於早上7時再改發黃色風暴潮警告，再於11時45分降級為藍色風暴潮警告。下午1時半，氣象局取消所有風暴潮警告。
氣象局在下午3時改發三號風球，當時蘇拉集結在澳門之西南偏西約180公里，並預測澳門風力將會維持，而民防行動中心宣佈終止即時預防狀態；海事事務局隨即加派人手來協助恢復港澳船班；而市政署也加派人手來清理路面上的雜物和收集垃圾。在下午5時，氣象局表示三號風球會維持一段時間，並且三條跨海大橋會有強風以及陣風。氣象局在晚上11時宣佈在3日午夜12時會取消所有熱帶氣旋警告信號。最終氣象局在3日午夜12時取消所有熱帶氣旋警告信號，當時蘇拉集結在澳門之西南偏西約300公里。

#### 總結
蘇拉襲澳期間，民防行動中心共錄得188宗事故報告，主要涉及處理有墮下風險的物件118宗、倒塌物55宗。衞生局及鏡湖醫院共錄得6名傷者，其中1人為骨折，傷勢判斷為嚴重﹔另外1人手指夾傷，傷勢為中度受傷，其餘4人輕傷。因應橙色風暴潮警告發出，民防行動中心同步執行“颱風期間風暴潮低窪地區疏散撤離計劃”，17個避險中心及4個緊急疏散停留點臨時開放，共接收247人次入住，其中106人為澳門市民、71人為內地旅客、4人為香港旅客、66人其它地方旅客。

蘇拉成為澳門7年內第4個十號風球，但亦淪為自1991年颱風布倫登後，澳門32年以來又一次境內未有錄得颶風程度10分鐘平均風速的十號風球。氣象局在初步總結時表示，由於蘇拉強度大、結構緊密且環流較小，最終在澳門以南約20至30公里的範圍掠過，受其眼牆附近的暴風圈影響，部份地區錄得11級風力，最大陣風更高達13級，各區普遍錄得約50-70毫米雨量。風暴潮方面，按各國際預報模式原本預測蘇拉會為澳門帶來顯著的風暴潮，因此氣象局基於氣象防災風險考量一度把風暴潮警告提升至紅色；但由於蘇拉減弱程度較預期快且移速有所增快，導致風暴潮與天文大潮錯峰，使內港南一帶只出現輕微水浸。

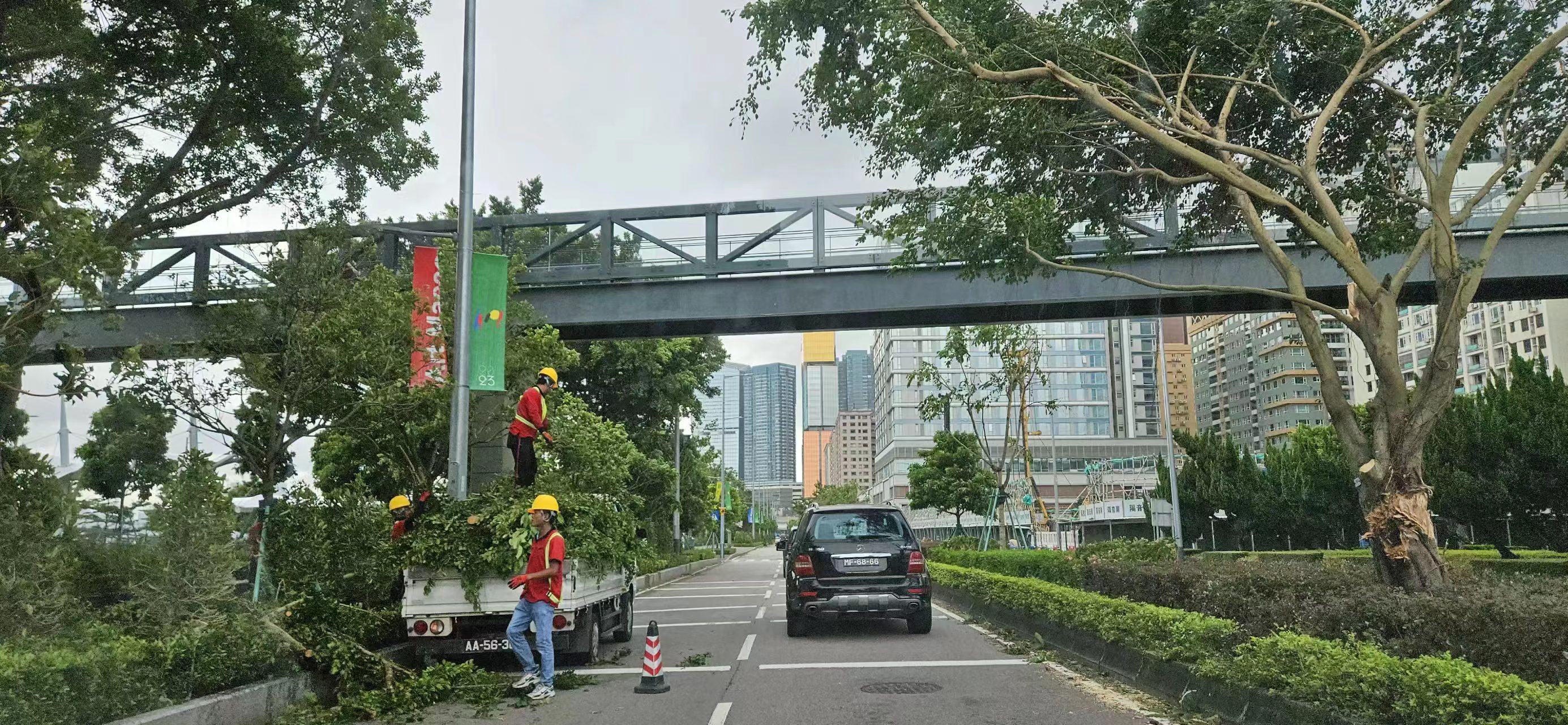
清潔人員在「蘇拉」吹襲後加緊清理市面
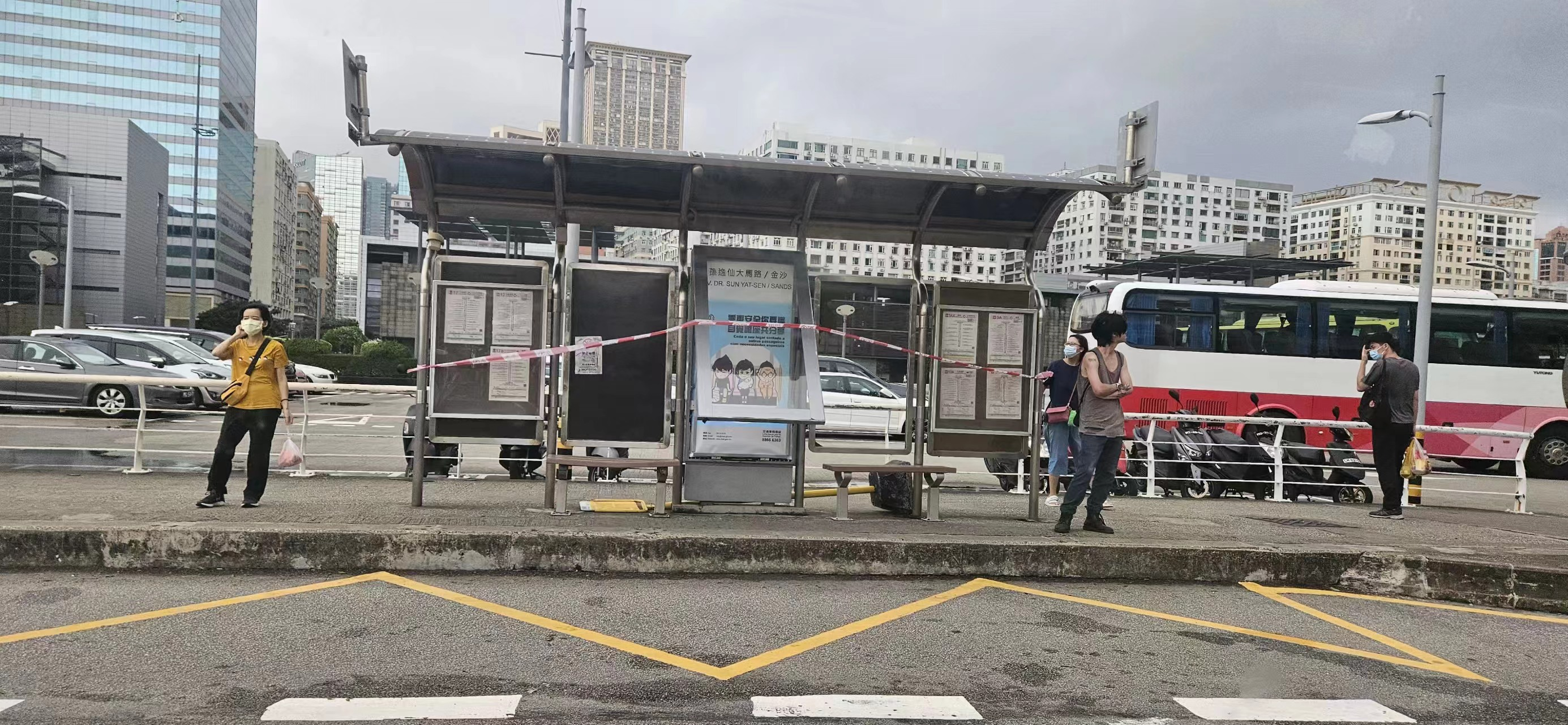
巴士站表面破裂
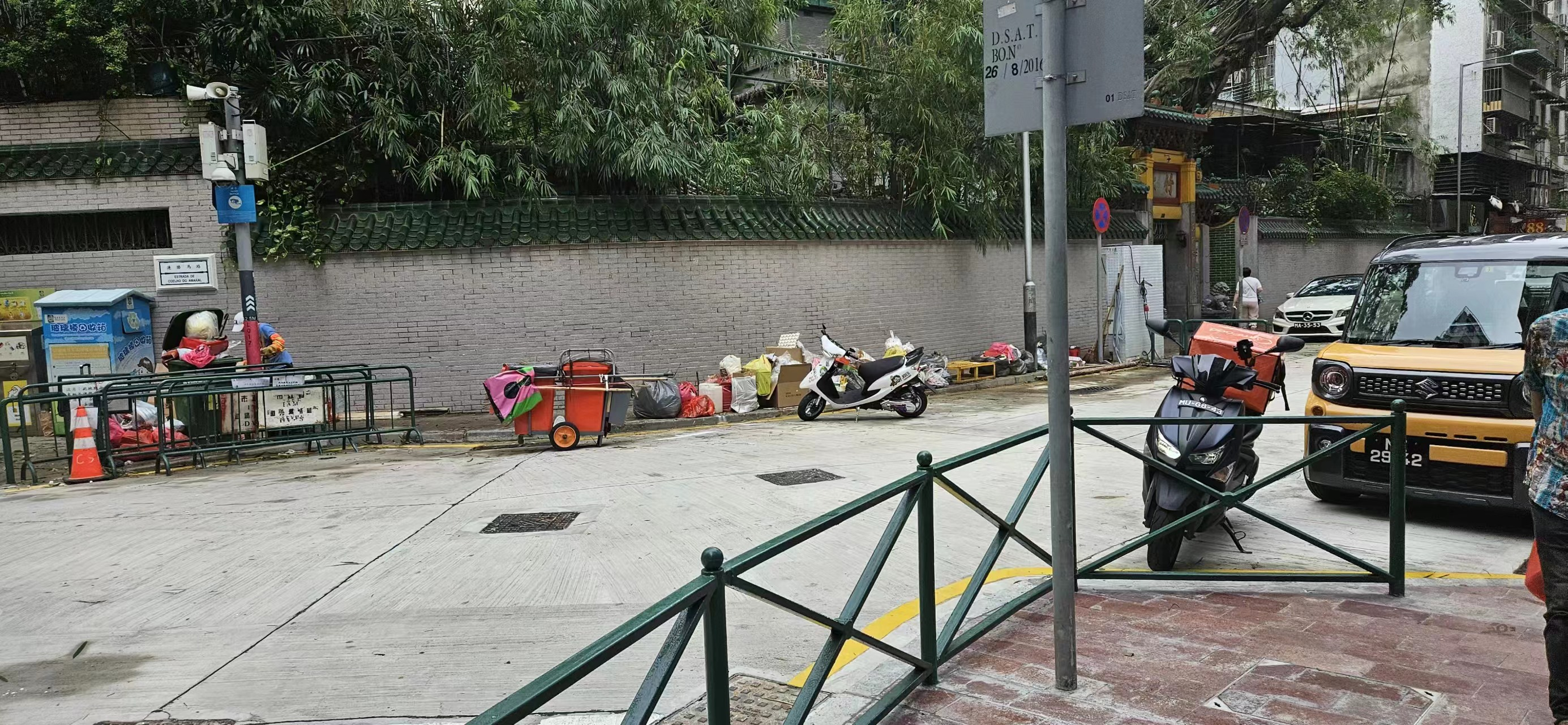
在風暴過後，生活垃圾隨處可見
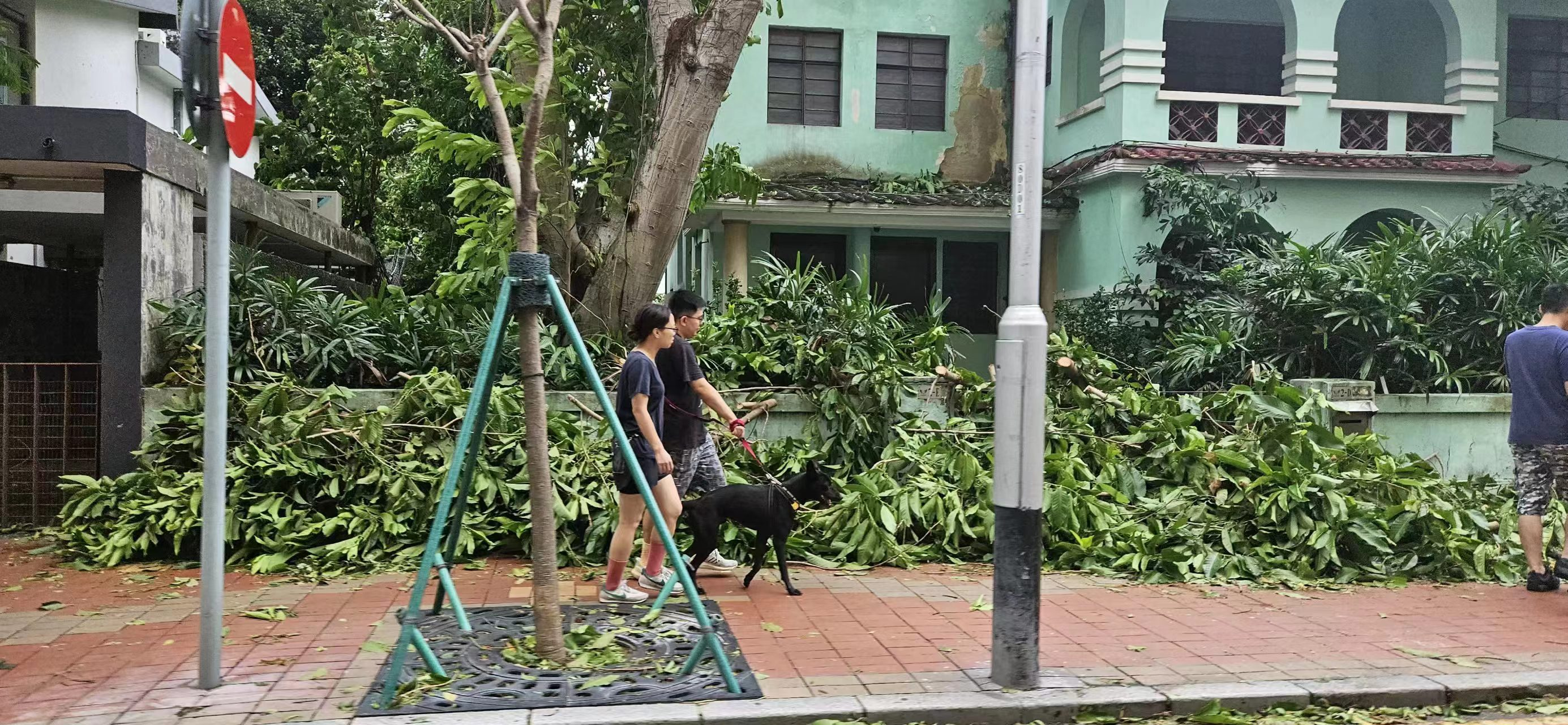
多區（花地瑪堂區）塌樹
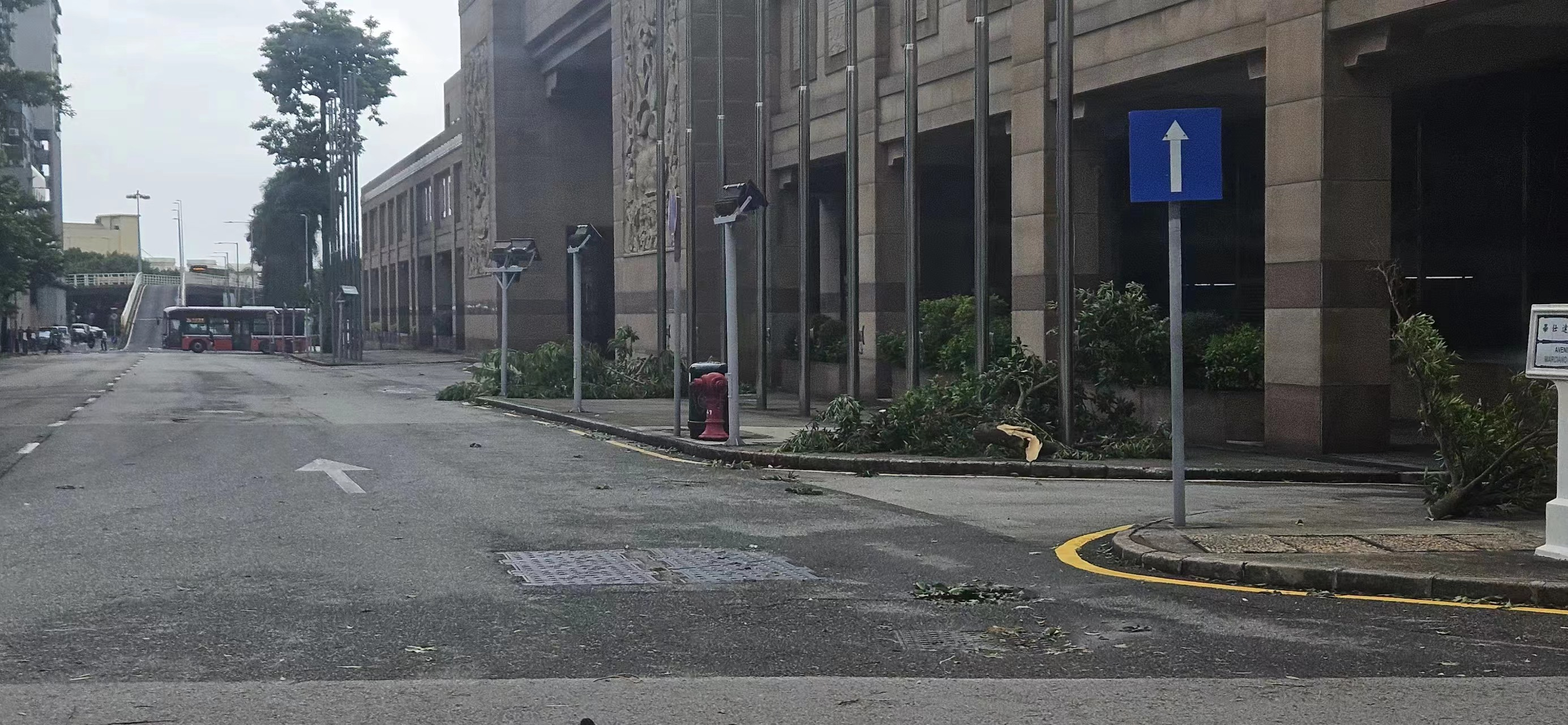
多區（澳門綜藝館）塌樹

## 熱帶氣旋警告使用紀錄

### 菲律賓
| 菲律賓大氣地球物理和天文服務管理局 風暴信號 | 菲律賓大氣地球物理和天文服務管理局 風暴信號 | 菲律賓大氣地球物理和天文服務管理局 風暴信號 |
| ------------------------------------------- | ------------------------------------------- | ------------------------------------------- |
| 上一熱帶氣旋                                | 一號風暴信號                                | 下一熱帶氣旋                                |
| 超強颱風杜蘇芮                              | 一號風暴信號                                | 颱風海葵                                    |
| 超強颱風杜蘇芮                              | 二號風暴信號                                | 颱風小犬                                    |
| 超強颱風杜蘇芮                              | 三號風暴信號                                | 颱風小犬                                    |
| 超強颱風杜蘇芮                              | 四號風暴信號                                | 超強颱風山陀兒                              |
| 超強颱風杜蘇芮                              | 五號風暴信號                                | 超強颱風康芮                                |

### 臺灣
| 交通部中央氣象局 颱風警報 | 交通部中央氣象局 颱風警報 | 交通部中央氣象局 颱風警報 |
| ------------------------- | ------------------------- | ------------------------- |
| 上一熱帶氣旋              | 海上颱風警報              | 下一熱帶氣旋              |
| 中度颱風卡努              | 海上颱風警報              | 中度颱風海葵              |
| 中度颱風卡努              | 陸上颱風警報              | 中度颱風海葵              |

### 中國大陸
| 国家气象中心 颱風預警信號 | 国家气象中心 颱風預警信號 | 国家气象中心 颱風預警信號 |
| ------------------------- | ------------------------- | ------------------------- |
| 上一熱帶氣旋              | 颱風藍色預警信號          | 下一熱帶氣旋              |
| 超強颱風卡努              | 颱風藍色預警信號          | 超強颱風海葵              |
| 超強颱風杜蘇芮            | 颱風黃色預警信號          | 超強颱風海葵              |
| 超強颱風杜蘇芮            | 颱風橙色預警信號          | 強颱風格美                |
| 超強颱風杜蘇芮            | 颱風紅色預警信號          | 超強颱風海葵              |

### 澳門
| 地球物理暨氣象局 熱帶氣旋信號 | 地球物理暨氣象局 熱帶氣旋信號 | 地球物理暨氣象局 熱帶氣旋信號 |
| ----------------------------- | ----------------------------- | ----------------------------- |
| 上一熱帶氣旋                  | 一號風球                      | 下一熱帶氣旋                  |
| 超強颱風杜蘇芮                | 一號風球                      | 強颱風海葵                    |
| 颱風泰利                      | 三號風球                      | 超強颱風小犬                  |
| 颱風尼格                      | 八號西北風球                  |                               |
| 颱風泰利                      | 八號東南風球                  | 颱風韋帕                      |
| 颱風泰利                      | 八號風球                      | 超強颱風小犬                  |
| 颱風海高斯                    | 九號風球                      | 颱風韋帕                      |
| 颱風海高斯                    | 十號風球                      | 颱風韋帕                      |

| 上一次 原因：颱風泰利 （2023年7月17日） | 澳門即時預防狀態 2023-09-01 14:00－2023-09-02 15:00 | 下一次 原因：超強颱風小犬 （2023年10月8日至9日） |

### 香港
| 香港天文台 熱帶氣旋警告信號 | 香港天文台 熱帶氣旋警告信號 | 香港天文台 熱帶氣旋警告信號 |
| --------------------------- | --------------------------- | --------------------------- |
| 上一熱帶氣旋                | 一號戒備信號                | 下一熱帶氣旋                |
| 超強颱風杜蘇芮              | 一號戒備信號                | 強颱風海葵                  |
| 颱風泰利                    | 三號強風信號                | 強颱風小犬                  |
| 強烈熱帶風暴尼格            | 八號西北烈風或暴風信號      |                             |
| 颱風泰利                    | 八號東南烈風或暴風信號      | 颱風韋帕                    |
| 颱風泰利                    | 八號烈風或暴風信號          | 強颱風小犬                  |
| 颱風海高斯                  | 九號烈風或暴風風力增強信號  | 強颱風小犬                  |
| 超強颱風山竹                | 十號颶風信號                | 颱風韋帕                    |

## 外部連結
| 太平洋颱風季             |
| 主題頁 - 專題 - 編輯指南 |

- （日語）日本氣象廳首頁 （页面存档备份，存于）
- （英文）聯合颱風警報中心首頁 （页面存档备份，存于）
- （简体中文）中國國家氣象中心首頁 （页面存档备份，存于）
- （繁體中文）臺灣中央氣象局首頁 （页面存档备份，存于）
- （繁體中文）香港天文台首頁 （页面存档备份，存于）
- （繁體中文）澳門地球物理暨氣象局首頁 （页面存档备份，存于）
- （英文）菲律賓大氣地球物理和天文管理局 惡劣天氣公告 （页面存档备份，存于）
- （泰文）泰國氣象局首頁 （页面存档备份，存于）